# Robert Krasker
Robert Krasker (* 13. August 1913 in Perth, Western Australia, Australien; † 16. August 1981 in London, England) war ein australischer Kameramann.

## Biografie
Robert Krasker studierte Fotografie, unter anderem in Paris und Dresden, ehe er 1932 nach England kam. Einflüsse vom Film noir und dem Expressionismus waren Markenzeichen Kraskers der 1934 seinen ersten Film, The Rise of Catherine the Great, als Kameraoperateur betreute.
Ab 1942 als Chefkameramann tätig, stand er in einigen noch heute bekannten Spielfilmen hinter der Kamera. Er war am Zenit seiner Karriere angelangt, als Krasker 1951 für Der dritte Mann den Oscar in der Kategorie Beste Kamera gewann.
Doch selbst in der zweiten Hälfte der 1950er Jahre und im Verlauf der 1960er Jahre markierten bekannte Filme Kraskers Karriere.
Er starb 1981, drei Tage nach seinem 68. Geburtstag.

## Filmografie (Auswahl)
- 1934: Katharina die Große (The Rise of Catherine the Great) als Kameratechniker
- 1938: Gefahr am Doro-Paß (The Drum) als Kameratechniker
- 1939: Vier Federn (The Four Feathers) im Abspann ungenannt
- 1943: The Gentle Sex
- 1943: Das heilige Feuer (The Lamp Still Burns)
- 1945: Caesar und Cleopatra (Caesar and Cleopatra)
- 1945: Begegnung (Brief Encounter)
- 1947: Ausgestoßen (Odd Man Out)
- 1949: Der dritte Mann (The Third Man)
- 1951: Gift für den Anderen (Another Man’s Poison)
- 1951: Denn sie sollen getröstet werden (Cry, the beloved Country)
- 1953: Malta Story
- 1953: Es begann in Moskau (Never Let Me Go)
- 1954: Sehnsucht (Senso)
- 1955: Die Dame des Königs (That Lady)
- 1956: Alexander der Große (Alexander the Great)
- 1956: Trapez (Trapeze)
- 1957: Esther Costello (The Story of Esther Costello)
- 1957: Vier Pfeifen Opium (The Quiet American)
- 1958: Hinter der Maske (Behind the Mask)
- 1958: Arzt am Scheideweg (The Doctor‘s Dilemma)
- 1959: Die Nacht ist mein Feind (Libel)
- 1960: Die Spur führt ins Nichts (The Criminal)
- 1961: El Cid
- 1961: Die Verdammten der Meere (Billy Budd)
- 1962: Flucht aus dem Dunkel (Guns of Darkness)
- 1962: Der zweite Mann (The Running Man)
- 1964: Der Untergang des Römischen Reiches (The Fall of the Roman Empire)
- 1965: Kennwort „Schweres Wasser“ (The Heroes of Telemark)
- 1965: Der Fänger (The Collector)
- 1966: Wie ein Schrei im Wind (The Trap)

## Auszeichnungen
- 1951: Oscar/Beste Kamera, für: Der dritte Mann (The Third Man)